# Dunedinia opaca
Dunedinia opaca is een spinnensoort in de taxonomische indeling van de hangmatspinnen (Linyphiidae).
Het dier behoort tot het geslacht Dunedinia. De wetenschappelijke naam van de soort werd voor het eerst geldig gepubliceerd in 1993 door Alfred Frank Millidge.